# Eleição municipal de São Leopoldo em 2012
A eleição municipal de São Leopoldo em 2012 foi realizada para eleger um prefeito, um vice-prefeito e 13 vereadores no município de São Leopoldo, no estado brasileiro do Rio Grande do Sul. Foram eleitos Dr. Moacir (PSDB) e Daniel Daudt Schaefer (PMDB) para os cargos de prefeito e vice-prefeito, respectivamente. Seguindo a Constituição, os candidatos são eleitos para um mandato de quatro anos a se iniciar em 1º de janeiro de 2013. A decisão para os cargos da administração municipal, segundo o Tribunal Superior Eleitoral, contou com 158.624 eleitores aptos e 23.702  abstenções, de forma que 17% do eleitorado não compareceu às urnas naquele turno.

## Resultados

### Eleição para prefeito
A eleição para prefeito contou com 3 candidatos: Anibal Moacir (Dr. Moacir) do Partido da Social Democracia Brasileira, Ronaldo Zülke do Partido dos Trabalhadores e Fernando Henning do Partido Popular Socialista.
| Candidato(a)           | Vice                         | Coligação                                                                                             | Votos recebidos | Percentual |
| ---------------------- | ---------------------------- | --- | --------------- | ---------- |
| Anibal Moacir (PSDB)   | Daniel Daudt Schaefer (PMDB) | Paixão por São Leopoldo (PP / PMDB / DEM / PSDB)                                                      | 65.204          | 55,95%     |
| Ronaldo Zülke (PT)     | Guerino Roso (PSB)           | Frente Popular Democrática (PRB / PDT / PT / PSL / PSC / PR / PRTB / PSB / PV / PSD / PC do B / PSDC) | 49.111          | 42,14%     |
| Fernando Henning (PPS) | Dr. Arpini (PTB)             | São Leopoldo é possível (PTB / PPS / PHS / PTC / PRP)                                                 | 2.229           | 1,91%      |

### Vereadores eleitos
| Nome                          | Número | Votos recebidos | Percentual |
| ----------------------------- | ------ | --------------- | ---------- |
| Chico (PP)                    | 11222  | 4.620           | 3,88%      |
| Aurelio da Padaria (PSDB)     | 45000  | 4.161           | 3,49%      |
| Cigana (PSB)                  | 40234  | 2.847           | 2,39%      |
| Nestor Schwertner (PT)        | 13677  | 2.751           | 2,31%      |
| Dr. Carlos Szulcsewski (PSDB) | 45500  | 2.637           | 2,21%      |
| Castro (PT)                   | 13600  | 2.405           | 2,02%      |
| Armando Motta (PRB)           | 10300  | 2.098           | 1,88%      |
| Brasil (PSB)                  | 40200  | 2.221           | 1,86%      |
| Luiz Andrade (PSB)            | 40150  | 2.088           | 1,75%      |
| Claudio Giacomini (PSDB)      | 45678  | 2.002           | 1,68%      |
| Carlinhos Fleck (PT)          | 13568  | 1.985           | 1,60%      |
| Pastor Perci (PSL)            | 17612  | 1.901           | 1,59%      |